# Città di Canterbury
La Città di Canterbury è un distretto con status di città del Kent, Inghilterra, Regno Unito, con sede nel omonimo nucleo urbano.
Il distretto fu creato con il Local Government Act 1972, il 1º aprile 1974, dalla fusione della precedente e più piccola Città di Canterbury con i distretti urbani di Whitstable e Herne Bay e col Distretto rurale di Bridge-Blean.
La Diocesi di Canterbury, secondo il diritto inglese in piena continuità con l’arcidiocesi antica, è la prima ad essere stata creata nel paese dopo le invasioni barbariche.

## Parrocchie civili
Herne Bay, Whitstable e il vecchio county borough di Canterbury non hanno parrocchie.
Per il resto nel distretto esistono 26 parrocchie civili:
- Adisham
- Barham
- Bekesbourne-with-Patrixbourne
- Bishopsbourne
- Bridge
- Chartham
- Chestfield
- Chislet
- Fordwich
- Hackington
- Harbledown
- Herne and Broomfield
- Hoath
- Ickham
- Kingston
- Littlebourne
- Lower Hardres
- Petham
- St. Cosmus and St. Damian in the Blean
- Sturry
- Thanington Without
- Upper Hardres
- Waltham
- Westbere
- Wickhambreaux
- Womenswold